# Középkori filozófia

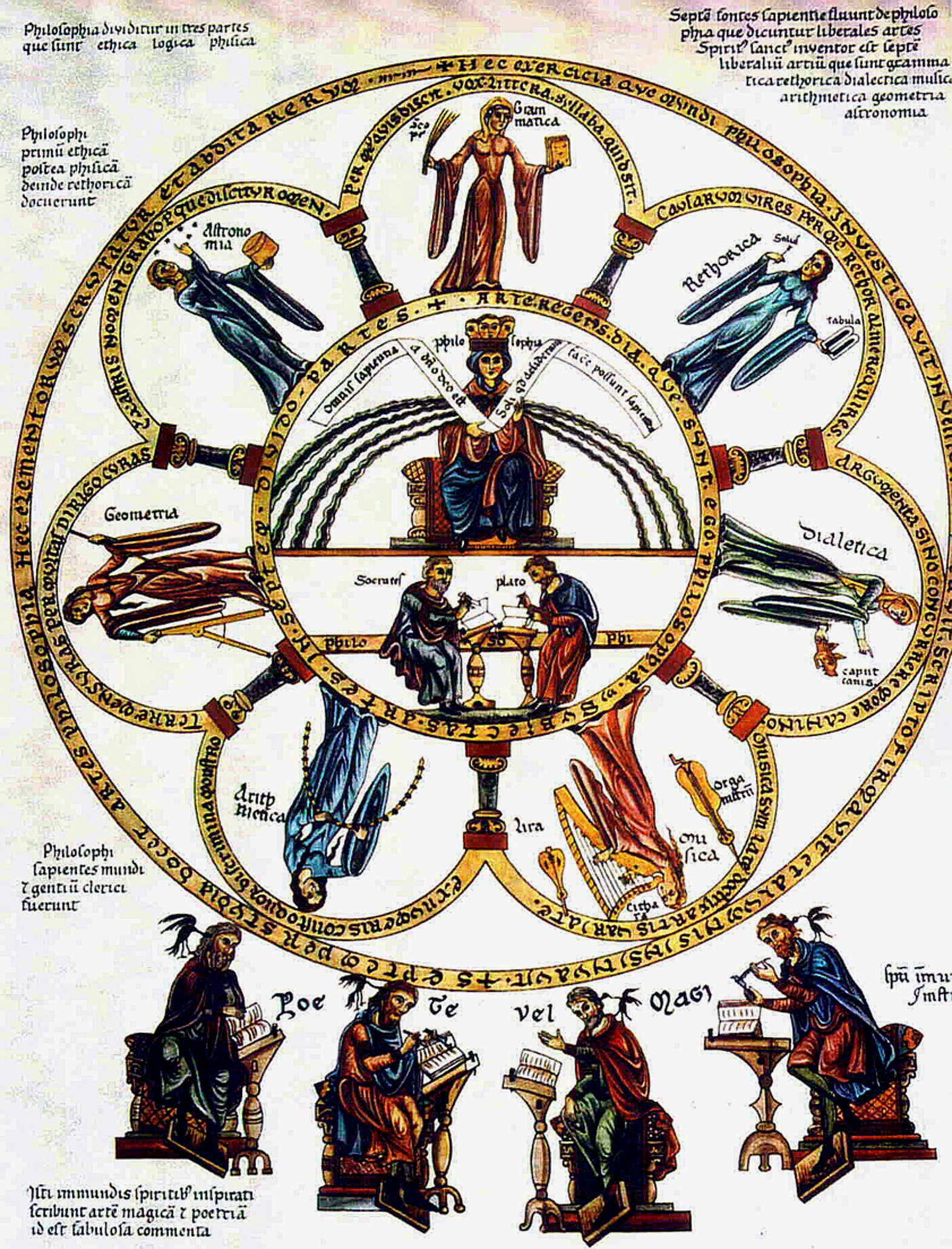
Herrad von Lansberg Hortus delicarium (1180) című művének miniatúrája, ami a hét szabad művészet rendszerét ábrázolja.

A középkori filozófia Európa és a Közel-Kelet középkori filozófiai nézeteinek összessége. Hozzávetőlegesen a Nyugatrómai Birodalom széthullásától a reneszánsz megjelenéséig számítjuk. Részben úgy definiálhatjuk, mint az út az ókori Görögország és az ókori Róma kulturális vívmányainak újra felfedezésétől a teológiai problémákat és dogmákat ebből a szemszögből tanulmányozó szemléletmódig. Ebben az időben a fő problémák a következők voltak: a hit és az ész kapcsolata, Isten létezése és egysége, a teológia és a metafizika tárgya, a tudás és az individuumok mibenléte.
A középkori filozófiát általában két részre osztják: a 12. századig tartó időszakra és az úgynevezett „aranykor”ra, ami a 12–14. századra datálható. Az első időszakban Arisztotelész és Platón munkáit gondolták tovább, a másodikban pedig észlelhető az ókori filozófia ismételt felfedezésének tetőpontja, a muszlim filozófusok erre építkezése és a logikában, a vallásfilozófiában, továbbá a metafizikában elért jelentős fejlesztések sora.
A reneszánsz humanisták a középkori filozófiát rendkívül lekicsinyítően kezelték, „barbár”nak megjelölve azt és egy átmenetnek tekintve az ókori római-/görög filozófia és azoknak újjászületése (reneszánsza) között. Kortárs történészek szerint a középkori filozófia és az azt befolyásoló keresztény teológia is része a filozófiai fejlődés törzsének. Aquinói Szent Tamás, a középkor jeles gondolkodója nem tekintette magát filozófusnak, sok filozófust kritizált, mert mindig „elmaradnak a kereszténység igaz és pontos bölcsességeihez képest”.

## Története

### Kora középkori keresztény filozófia
Az első keresztények a filozófiát morálfilozófiaként fogták fel, és megpróbálták levonni belőle azokat a tanulságokat, amelyekkel erényessé tehették saját életüket.

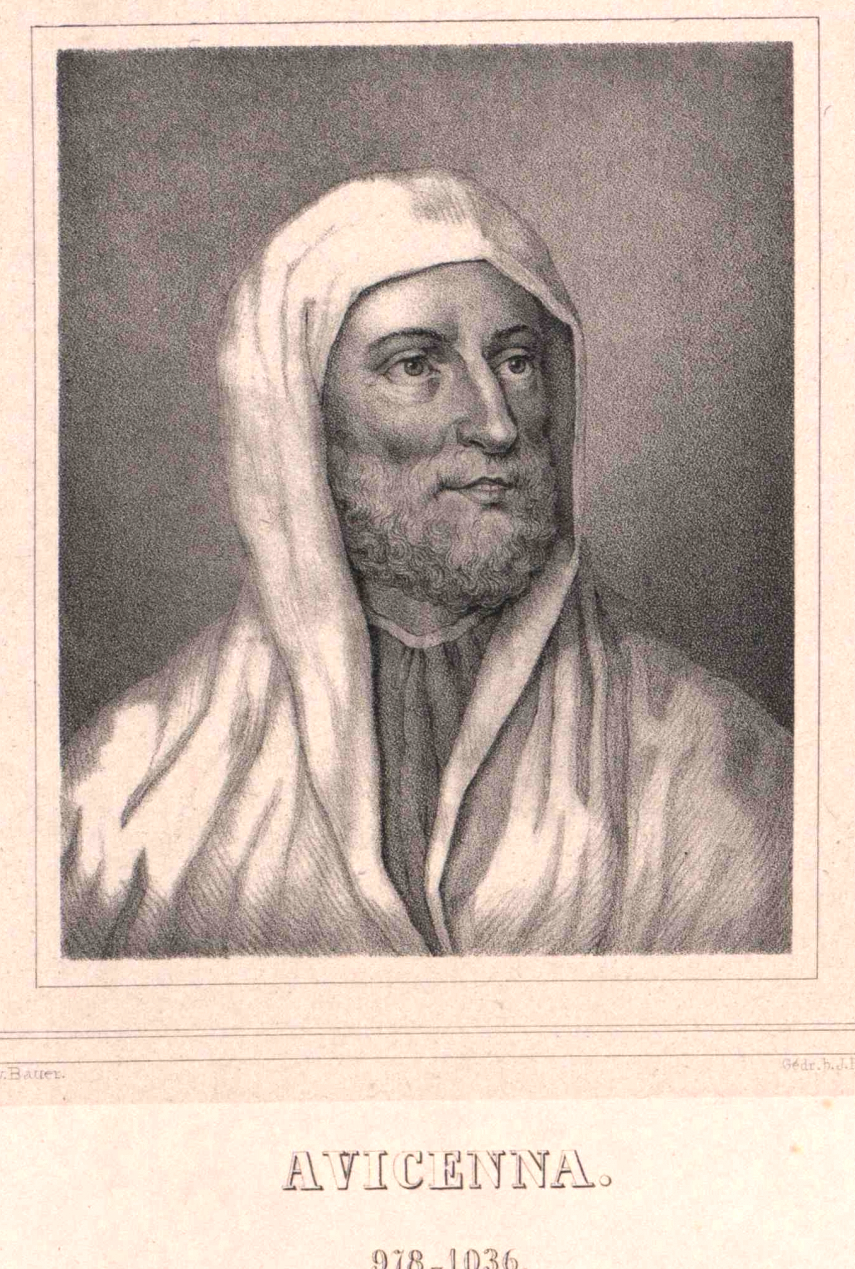
Avicenna, a középkori muszlim gondolkodás egyik legnagyobb alakja

 A kora középkor keresztényei sok olyan filozófiai kérdésre kerestek választ, amelyek már az antik Görögország és Róma filozófiai vitáiban is megfogalmazódtak. Ezeket a témákat gyűjtötte össze Boethius a 6. században írt teológiai értekezéseiben.
A kora középkori filozófia időbeli határainak meghatározását máig viták övezik, az elfogadott elmélet szerint Hippói Szent Ágoston (354–430) élete és a skolasztikus időszak 11. század végi kezdete közé tehető. A korai keresztény gondolkodás gyakran misztikusnak és ösztönösnek mondható, amely kevésbé bízott a logikus érvelésben. Ez a világ jóval inkább Platónéra hasonlított, mint a rendszerezetten gondolkozó Arisztotelészére. Szent Ágoston Boethius-szal együtt volt legnagyobb hatással a középkori filozófia fejlődésére. Az előbbit a legnagyobb egyházatyának tartják, aki olyan kora újkori filozófusok gondolkodására hatott, mint René Descartes. Boethius (480 körül–524) élete folyamán megkísérelte lefordítani Platón és Arisztotelész összes munkáját latin nyelvre, ebből számosat sikerült is, köztük Arisztotelész Hermeneutikáját és a Kategóriák című művét, továbbá ő az eddig megszokott szövegkísérő helyett fejezetkénti kommentárt alkalmazott.
A középkor első felének filozófiai irodalom termékei túlnyomórészt kompilációk és közvetítő jellegű művek voltak,  ez a Karoling-reneszánsz személyiségeire:   Alkuinra, Hrabanus Maurusra éppúgy vonatkozik, mint a bizánci Phótioszra.
Viszont több iskolát (főleg I. Károly idejében), vitát és neves filozófusokat (pl. Erigena és Avicenna) köszönhetünk, továbbá ez a korszak alapozta meg a skolasztikus időszakot.

### Skolasztikus időszak

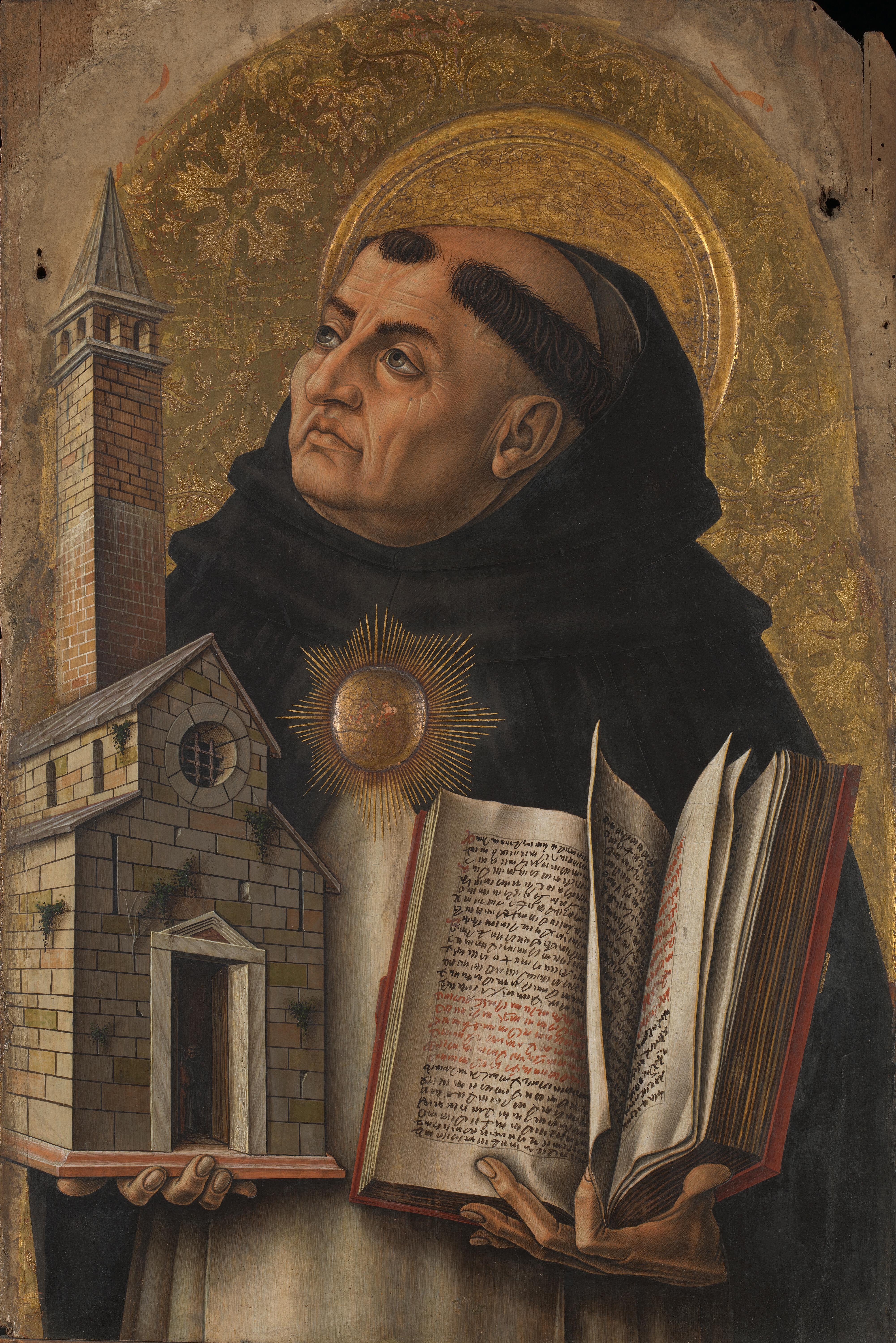
Aquinói Szent Tamás, a kor egyik legismertebb filozófusa

A 11. század közepétől a 14. század derekáig tartott az úgynevezett skolasztikus időszak. Ennek kezdetét a kora középkori keresztény filozófiával ellentétben nem övezik viták, Szent Anzelm olasz filozófus életműve nyitja meg ezt a kort, aki ontológiai istenérvével vált népszerűvé, ami nagy vitát is kiváltott.
Ebben az időszakban számos egyetem épült Európa nagyvárosaiban, továbbá szerzetesrendek is létrejöttek, amelyek közül a legismertebbek a dominikánus és az 1209-ben Assisi Szent Ferenc által alapított ferences rend.
A skolasztikus időszak fénykorát 13. századra és a 14. század elejére datálják. Ekkor tetőzött az ókori görög filozófia újjászületése és számos iskola jött létre. Számos tudós-filozófus, köztük Adélard az arab világra utazott, hogy az ottani filozófiát, csillagászatot és matematikát megismerje, lefordítsa, majd terjessze. Adélard készítette el Eukleidész Elemek című művének teljes fordítását.
A Nyugat nagy gondolkodói, mint pl. Canterburyi Anzelm, Pierre Abélard, Bonaventura, Albertus Magnus és Aquinói Tamás, valamennyien mélységesen meg voltak győződve arról, hogy a filozófia csak a keresztény teológia szolgálóleánya, és feladata nem lehet más, mint hogy a keresztény vallás igazságát bizonyítsa, vagy védelmezze. A kornak teljesen az istenire irányuló gondolkodása érzelmileg legemelkedettebb kifejezését azonban a skolasztika ellenpólusában, a misztikában találta meg. 

### Misztika
A misztika képviselői gyakran ellentétbe  kerültek az elfogadott egyházi tanokkal, mivel panteista nézeteket hirdettek, vagy közel állottak ezekhez, mint Benai Amalricus, mások viszont, mint pl. Clairvaux-i Bernát, a viktoriánusok, Eckhart mester, Johannes Tauler, Heinrich Suso az egyház talaján álltak.
Clairvaux-i Szent Bernát – a Doctor mellifluus (mézajkú doktor) – misztikája inkább gyakorlati, mint elméleti; központjában a szenvedő Istenember szemlélete és követése áll. A spekulatív misztikát főleg az ágoston-rendi Szent Viktorról elnevezett kolostori iskola művelte Párizs mellett, a 13. században.
A legnagyobb skolasztikusok egyúttal nagy misztikusok is voltak, bizonyítva, hogy a misztika és a skolasztika nem ellentétesek, hanem kiegészítik egymást. 

## Témái
A középkori filozófia főbb témái a következők voltak:
- teológia: ezek közül isteni tulajdonságok lehetségessége, a gonosz kérdése és a szabad akarat problémája
- metafizika: Arisztotelész metafizikájának 12. századi ismételt megtalálása után számos kommentár íródott a műre. Ezen kívül a középkori filozófusokat foglalkoztatta a kauzalitás és a létezés.
- természetfilozófia
- logika
- elmefilozófia
- etika

## Fordítás
Ez a szócikk részben vagy egészben  a   Medieval philosophy című angol Wikipédia-szócikk fordításán alapul.  Az eredeti cikk szerkesztőit annak laptörténete sorolja fel. Ez a jelzés csupán a megfogalmazás eredetét és a szerzői jogokat jelzi, nem szolgál a cikkben szereplő információk forrásmegjelöléseként.